# Restes de Solleric - Es Hortals
Les restes de Solleric - Es Hortals és un conjunt de restes arqueològiques situades al lloc anomenat es Hortals, de la possessió de Solleric, al municipi de Llucmajor, Mallorca.
En aquest jaciment arqueològic s'hi han trobat restes d'una murada que té inserida un talaiot de planta circular gros, en runes, si bé conserva la columna central, i té la seva entrada orientada cap al migjorn. També s'hi va trobar una inscripció romana mutilada, la qual s'havia emprat en una barraca d'animals de Solleric.